# Saint-Jean-sur-Reyssouze
Saint-Jean-sur-Reyssouze es una comuna francesa del departamento de Ain, en la región de Auvernia-Ródano-Alpes.

## Demografía
| 941 | 818 | 680 | 578 | 541 | 579 | 684 | 733 |
| Para los censos de 1962 a 1999 la población legal corresponde a la población sin duplicidades (Fuente: INSEE [Consultar]) |     |     |     |     |     |     |     |